# Kraftidioten
Kraftidioten (estrenada internacionalment amb el títol In Order of Disappearance) és un thriller noruec d'acció del 2014 dirigida per Hans Petter Moland i protagonitzada per Stellan Skarsgård. La pel·lícula fou estrenada dins la secció de competició del 64è Festival Internacional de Cinema de Berlín. Cold Pursuit, un remake britànic-americà, també dirigit pel mateix 	Hans Petter Moland, es va estrenar el 2019.

## Argument
Nils Dickman (Stellan Skarsgård), conductor de llevaneus a la ciutat fictícia de Tyros (Noruega), acaba de ser escollit ciutadà de l'any. Però un dia, el seu fill Ingvar és trobat mort per una sobredosi d'heroïna. Convençut que el seu fill no era drogodependent i que la policia no investiga prou, Nils comença la seva pròpia investigació, assaventat-se que el seu fill ha estat assassinat per error per una banda de traficants que en realitat volien matar l'amic del seu fill, el Finn. Aleshores s'embarca en una venjança sagnant, on va matant els assassins de l'Ingvar fins a provocar una guerra entre bandes.

## Repartiment
- Stellan Skarsgård com a Nils Dickman
- Pål Sverre Valheim Hagen com a Ole Forsby, àlies "Greven"
- Bruno Ganz com a "Papa" Popović
- Birgitte Hjort Sørensen com a Marit
- Anders Baasmo Christiansen com a Geir
- Hildegunn Riise com a Gudrun Dickman
- Peter Andersson com a Egil Dickman, àlies "Wingman".
- Kristofer Hivju com a Stig Erik Smith, àlies "Strike"
- Jan Gunnar Røise com a Jan Petter Eriksen, àlies "Jappe"
- Kåre Conradi com a Ronny Amundsen, àlies "Ronaldo"
- Jakob Oftebro com a Aron Horowitz, àlies "Junior"
- Gard B. Eidsvold com a Halldor Emmanuel Torp, àlies "Svela"
- Tobias Santelmann com a Finn Heimdahl
- Jon Øigarden com a Karsten Petterson
- Jack Sødahl Moland com a Rune Forsby
- Sergej Trifunović com a Nebojša Mihajlović
- Miodrag Krstović com a Dragomir Bogdanović
- Leo Ajkic com a Radovan Župan
- Goran Navojec com a Stojan Micić
- Damir Babovic com a Vuk Jovanović
- David Sakurai com a Takashi Claus Nielsen, àlies "The Chinaman".
- Aron Eskeland com a Ingvar Dickman
- Atle Antonsen com a Reddersen
- Stig Henrik Hoff com a l'experimentat oficial de policia.
- Adil Halitaj com a Miroslav Popović

## Adaptació
StudioCanal i el productor Michael Shamberg van produir una versió en anglès, Cold Pursuit amb el mateix director, Hans Petter Moland, i protagonitzada per Liam Neeson. La pel·lícula es va estrenar el 8 de febrer de 2019 per Summit Entertainment.